# Альфа і Омега

Хризма

Альфа і Омега — фраза, яка пов'язана у Новому Завіті з Богом (Об. 1:8, 21:6) та Ісусом Христом (Об. 22:13). У цих твердженнях, які спираються на вірші Старого Завіту (Іс. 41:4, 44:6, 48:12), підкреслена ідея унікальності та абсолютної влади Бога-Отця та Його Сина Ісуса Христа. Вони нагадують читачу-християнину, що під владою Бога перебуває як створення Всесвіту, так і завершення людської історії.
Альфа і Омега – перша та остання літери грецької абетки

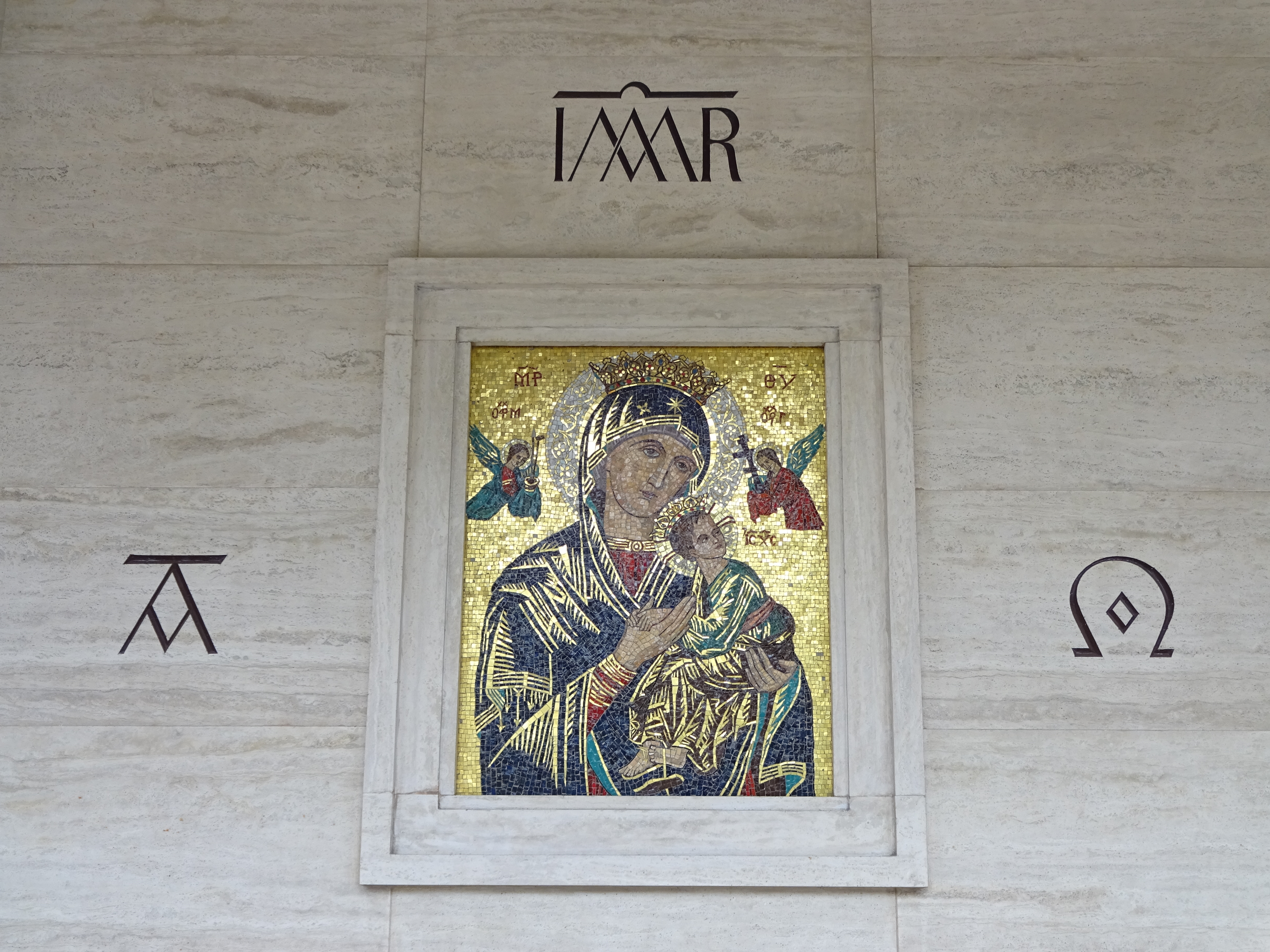

Скоріш за все, сенс виразу «Альфа і Омега» бере початок з єврейської традиції, за якою, використання першої та останньої літери алфавіту вказує на повноту речей. В патристичній літературі й писаннях вираз «Альфа і Омега» використовували стосовно Ісуса Христа.